# Division de la Baltique
 (janvier 2014).
Si vous disposez d'ouvrages ou d'articles de référence ou si vous connaissez des sites web de qualité traitant du thème abordé ici, merci de compléter l'article en donnant les références utiles à sa vérifiabilité et en les liant à la section « Notes et références ».

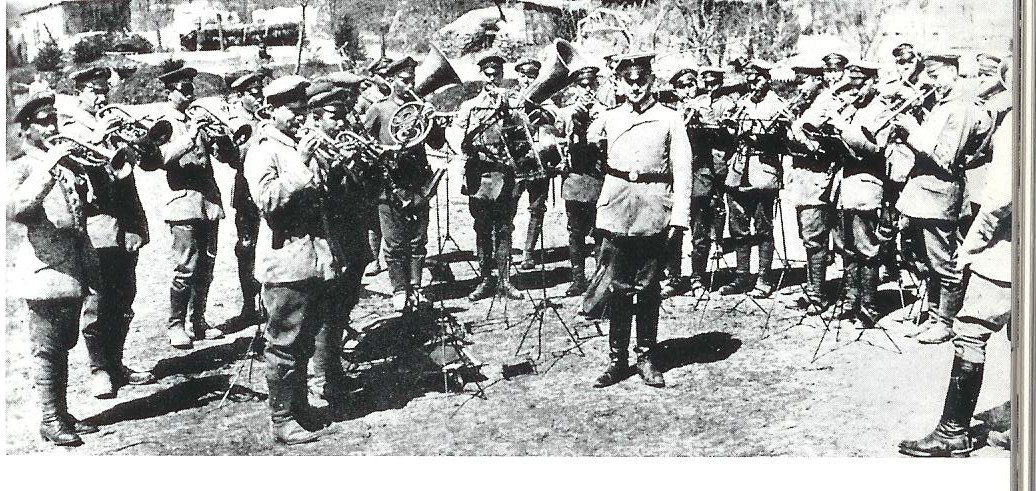
Le 14e bataillon de chasseurs à pied à Åland en 1918.

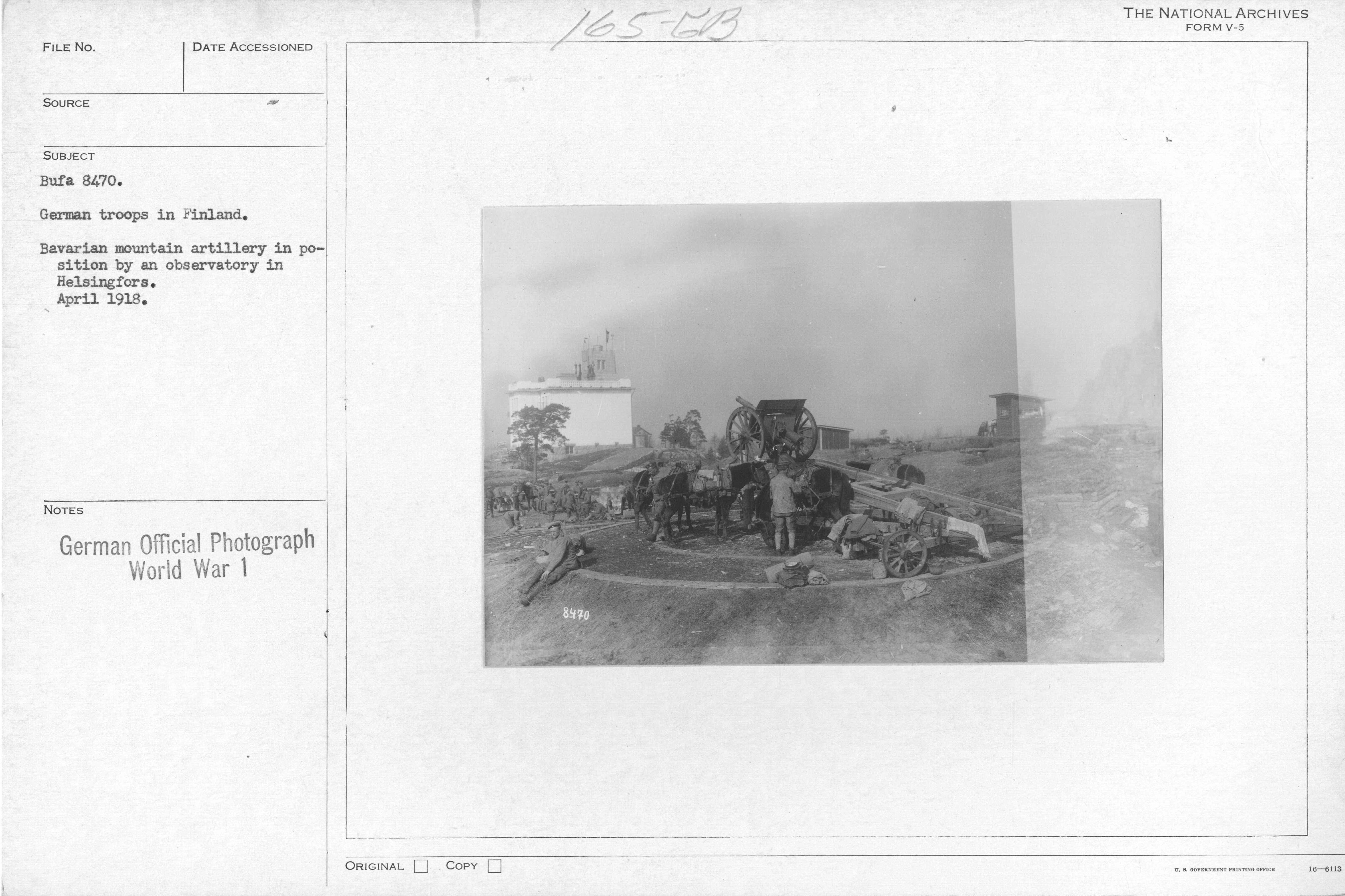
Artillerie de montagne bavaroise à Helsinki en avril 1918.

La division de la Baltique (en allemand : Ostsee-Division) est un corps expéditionnaire de l'Empire allemand. Sous le commandement du Generalmajor Rüdiger von der Goltz, ces quelque 12 000 hommes ont été envoyés, à la fin de la Première Guerre mondiale, soutenir la Garde blanche pendant la Guerre civile finlandaise, dans le cadre de l'intervention allemande en Finlande (de).

## Contexte
Après son indépendance en novembre 1917, le jeune État a rapidement basculé dans la guerre civile. Cette lutte voit s'opposer deux factions principales, la Garde rouge, d'aspiration communiste et galvanisée par les événements de la Révolution d'Octobre en Russie voisine, et la Garde blanche, républicaine et fidèle au gouvernement. C'est pour soutenir cette dernière que le 14 février 1918, le gouvernement finlandais de Pehr Svinhufvud fait une demande officielle d'assistance à l'Empire allemand.
Le gouvernement allemand répond favorablement à cet appel à l'aide pour deux raisons principales : 
- D'un point de vue politique, l'Empire est soucieux de se protéger de tout risque de contamination révolutionnaire.
- D'un point de vue stratégique, de bonnes relations avec le voisin finlandais sont intéressantes, tant par l'aspect militaire que par l'aspect économique.

## Forces
Le 20 mars 1918, une formation de la Deutsches Heer est constituée pour soutenir les Gardes blancs du général finlandais Mannerheim. Il s'agit de troupes de l'Est, rendues disponibles après le traité de Brest-Litovsk signant pour l'Empire allemand l'arrêt des combats sur une grande partie du Front de l'Est.
Le commandement est confié à Rüdiger von der Goltz, et sa formation militaire comprend principalement :
- L'infanterie divisionnaire.
- Trois régiments de cavalerie-fusilier (de).
- Trois bataillons de chasseurs.
- Cinq compagnies cyclistes.
- Deux sections de mitrailleuses de montagne.
- Une unité d'artillerie de montagne bavaroise.
- Deux batteries lourdes.
- Un escadron de cavalerie.
- Une compagnie de pionniers.
- L'état-major divisionnaire.

On y attache également le « Landungsdetachement Brandenstein », comprenant :
- Le 255e régiment d'infanterie de réserve (en allemand : Reserve-Infanterie-Regiment Nr. 255) avec ses trois bataillons.
- Une unité cycliste.
- Un escadron de cavalerie.
- Deux batteries d'artillerie.

Une fois libérés de leurs obligations, les chasseurs finlandais ayant servi au sein du 27e bataillon de chasseurs prussien (en allemand : Preußischen Jäger-Bataillons Nr. 27) de l'Hauptmann Ausfeldt rejoignent la division. Il s'agit là de 2 000 volontaires finlandais étant venus combattre aux côtés des Allemands sur le front russe. Les Finlandais du bataillon de volontaires « Theslef » rejoignent également l'unité.

## Action au cours de la guerre civile
La Division débarque le 3 avril 1918 sur l'île d'Hanko. Durant le conflit, les troupes stationnent à Helsinki et à Lahti. Le détachement Brandenstein se voit quant à lui confier l'occupation et la sécurisation des îles d'Åland, qui contrôlent l'entrée du golfe de Botnie, après avoir obtenu l'accord de la Suède.

## Dissolution de la troupe
Bien que la guerre civile ne soit pas terminée, la défaite de l'Empire allemand lors de la Première Guerre mondiale rend la situation de la division de la Baltique complexe. Certes, cette troupe dépend d'une puissance centrale vaincue, mais elle apporte secours à un pays, nouvellement indépendant, qui lutte pour éviter ce qui est considéré par les démocraties occidentales une « contamination révolutionnaire ».
Les Finlandais restent en Finlande, où ils constitueront, une fois la guerre civile gagnée par les Blancs, le cœur de l'armée finlandaise naissante.
Pour ce qui est des Allemands, la grande majorité d'entre eux rembarque pour rentrer dans une Allemagne vaincue. Toutefois, l'esprit de l'unité est fort, et les combats contre les Gardes rouges ont galvanisé la troupe et le commandement, qui se voient d'une comme un rempart contre la contagion révolutionnaire, et d'autre part comme les défenseurs légitimes des terres gagnées par l'Empire allemand sur l'Empire russe, cédées lors du traité de Brest-Litovsk. Aussi, Rüdiger von der Goltz et une partie de ses hommes ont par la suite rejoint les corps francs de la Baltique, partis combattre aux côtés des forces des barons baltes.

## Ordre de bataille au 19 avril 1918
- État-major de la 12e division de Landwehr
- 95e brigade d'infanterie de réserve (« 95. Reserve-Infanterie-Brigade »)
  - 4e bataillon de chasseurs à pied (« Magdeburgisches Jäger-Bataillon Nr. 4 »)
  - 14e bataillon de chasseurs à pied (de) (« Mecklenburgisches Jäger-Bataillon Nr. 14 »)
  - Bataillon de chasseurs de réserve no 3 (« Reserve-Jäger-Bataillon Nr. 3 »)
  - 1re & 2e compagnies cyclistes du 2e bataillon de chasseurs à pied (« 1. & 2. Radfahr-Kompanie/Pommersches Jäger-Bataillon „Fürst Bismarck“ Nr. 2 »)
  - 11e compagnie cycliste (« Radfahr-Kompanie Nr. 11 »)
- État-major de la 3e brigade de cavalerie de la Garde (« Stab 3. Garde-Kavallerie-Brigade »)
  - 255e régiment d'infanterie de réserve (« Reserve-Infanterie-Regiment Nr. 255 »)
  - Bataillon cycliste no 5 de l'état-major (« Stab Radfahr-Bataillon Nr. 5 »)
  - 1re compagnie cycliste du 14e bataillon de chasseurs à pied (« 1. Radfahr-Kompanie/Mecklenburgisches Jäger-Bataillon Nr. 14 »)
  - 1re & 2e compagnies cyclistes du 6e bataillon de chasseurs à pied (de) (« 1. & 2. Radfahr-Kompanie/2. Schlesisches Jäger-Bataillon Nr. 6 »)
  - 54e compagnie cycliste (« Radfahr-Kompanie Nr. 54 »)
  - Section de mitrailleurs de montagne no 228 (« Gebirgs-MG-Abteilung Nr. 228 »)
  - Section de mitrailleurs de montagne no 229 (« Gebirgs-MG-Abteilung Nr. 229 »)
- 2e brigade de cavalerie de la Garde (« 2. Garde-Kavallerie-Brigade »)
  - 1er régiment d'uhlans de la Garde (« 1. Garde-Ulanen-Regiment »)
  - 3e régiment d'uhlans de la Garde (« 3. Garde-Ulanen-Regiment »)
  - Régiment de carabiniers royal saxon (de) (« Königlich Sächsisches Karabiner-Regiment »)
  - 2e escadron du 3e régiment de cuirassiers (« Kürassier-Regiment „Graf Wrangel“ (Ostpreußisches) Nr. 3 »)
  - 4e escadron du 2e régiment de hussards du Corps (« 2. Leib-Husaren-Regiment „Königin Viktoria von Preußen“ Nr. 2 »)
  - 6e et batterie du 8e régiment d'artillerie de campagne (« 6. & 7. Batterie/Feldartillerie-Regiment „von Holtzendorff“ (1. Rheinisches) Nr. 8 »)
  - 2e section d'artillerie de montagne bavaroise (« Bayerische Gebirgsartillerie-Abteilung 2 »)
  - 1re batterie du 14e régiment d'artillerie à pied de réserve (« 1. Batterie/Reserve-Fußartillerie-Regiment Nr. 14 »)
  - 4e batterie du 2e régiment d'artillerie à pied de réserve de la Garde (« 4. Batterie/2. Garde-Reserve-Fußartillerie-Regiment »)
  - Section de canons de marine (« Marine-Bootskanonen-Abteilung »)
- Bataillon du génie no 112 (« Pionier-Bataillon Nr. 112 »)
- Bataillon de réserve du génie no 78 (« Reserve-Pionier-Bataillon Nr. 78 »)

## Pour aller plus loin